# Novaj
Novaj è un comune dell'Ungheria di 1.470 abitanti (dati 2001). È situato nella contea di Heves.